# Palaeochrysophanus semiobscurior
Palaeochrysophanus semiobscurior är en fjärilsart som beskrevs av Pionneau 1936. Palaeochrysophanus semiobscurior ingår i släktet Palaeochrysophanus och familjen juvelvingar. Inga underarter finns listade i Catalogue of Life.